# Monastère de Koporin
Le monastère de Koporin (en serbe cyrillique : Манастир Копорин ; en serbe latin : Manastir Koporin) est un monastère orthodoxe serbe situé près de Velika Plana, dans le district de Podunavlje en Serbie. Il est inscrit sur la liste des monuments culturels de grande importance de la République de Serbie (identifiant no SK 544).

## Histoire
Le monastère est situé à l'écart de la route qui mène à Smederevska Palanka. L'église a été construite à l'époque du despote Stefan Lazarević (1389-1427) ; on peut voir son portrait dans la nef, avec une inscription mentionnant son titre de « despote », acquis en 1402 à la suite de la bataille d'Ankara.

## Église
L'église, dédiée à saint Étienne, constitue le bâtiment majeur de l'ensemble monastique. Construite dans le style de l'école moravienne, elle s'inscrit dans un plan cruciforme et mesure 17,6 m de long ; elle est constituée d'une nef unique surmontée d'une coupole octogonale reposant sur un tambour cubique. La nef est prolongée par une abside basse demi-circulaire et précédée d'un narthex. Elle presque entièrement construite en grès, avec quelques éléments décoratifs en briques,. Les grandes fenêtres des façades nord et sud sont entièrement murées et sont remplacées par des ouvertures extrêmement étroites, si bien que l'essentiel de la lumière intérieure provient du dôme.

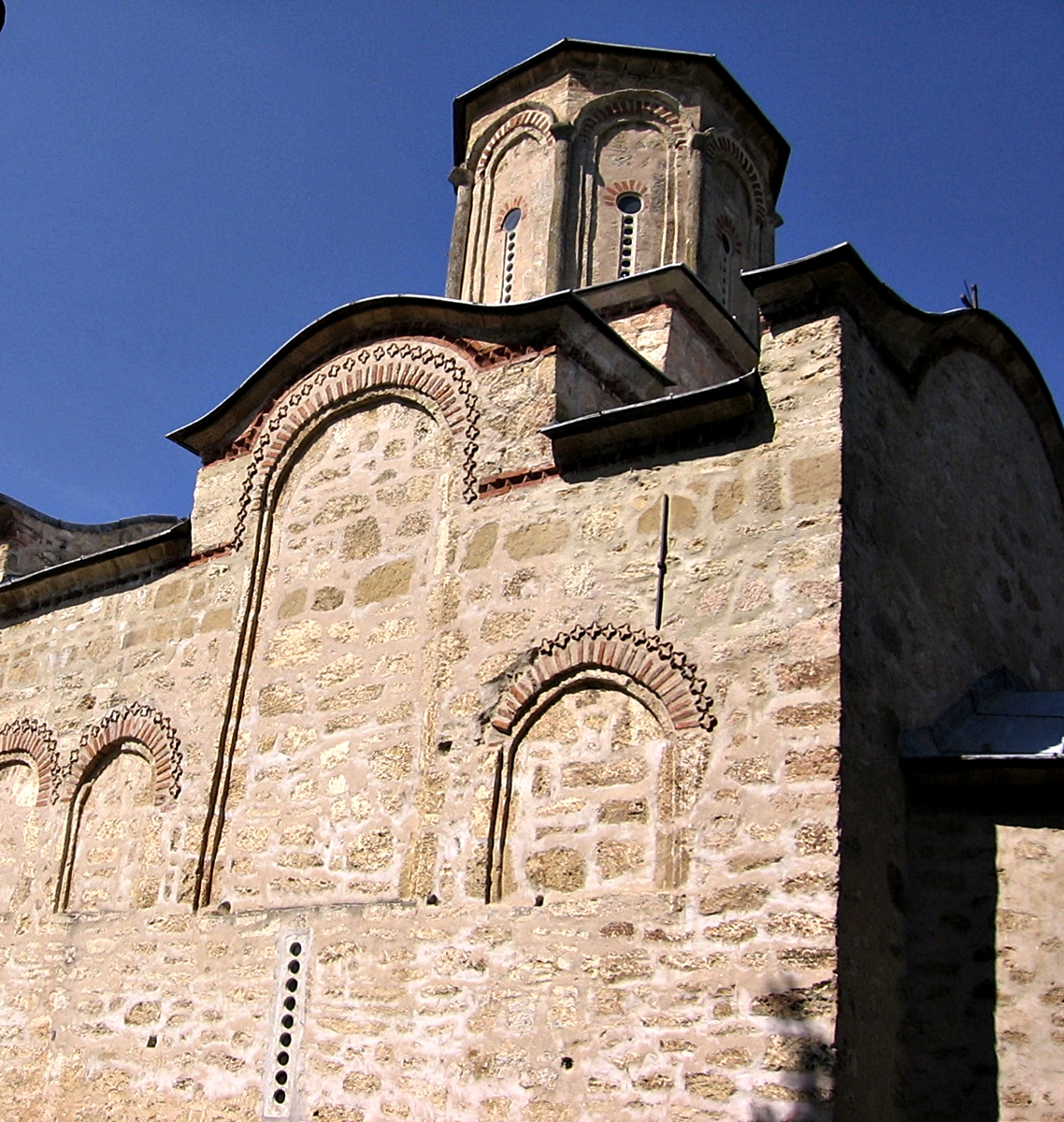
Détail d'une façade

La façade occidentale, quant à elle, est rythmée par des guirlandes moulurées surmontant le portail principal et par deux niches latérales où sont représentés saint Étienne et saint Jean.

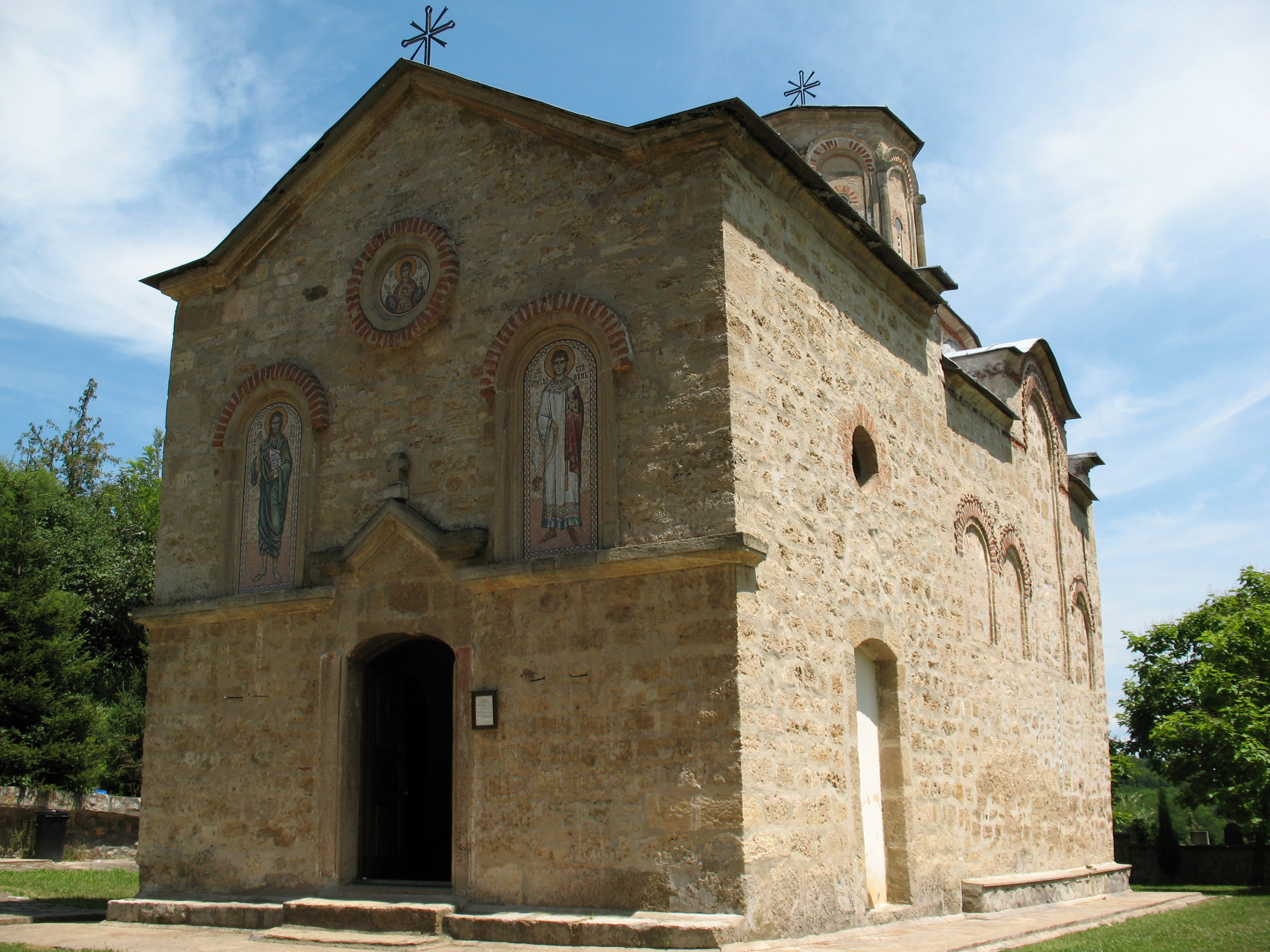
La façade occidentale

L'église abrite un ensemble de fresques, plus ou moins bien conservées, qui semblent dater du XVe siècle ; leurs auteurs ne sont pas sûrement identitiés. Avant les travaux de restauration du XIXe siècle, l'église abritait une iconostase qui, en 1999, a été offerte à la nouvelle église de la Sainte-Trinité de Trnovče. L'iconostase actuelle a été réalisée pour l'anniversaire des deux mille ans de la naissance du Christ ; réalisée par Branislav Nikolić de Kragujevac, elle est ornée de motifs végétaux (vigne, raisin) ou animaux (griffons, paons) ; les icônes ont été peintes par Ivana Nikolić, la fille de Branislav Nikolić.

## Espace naturel protégé

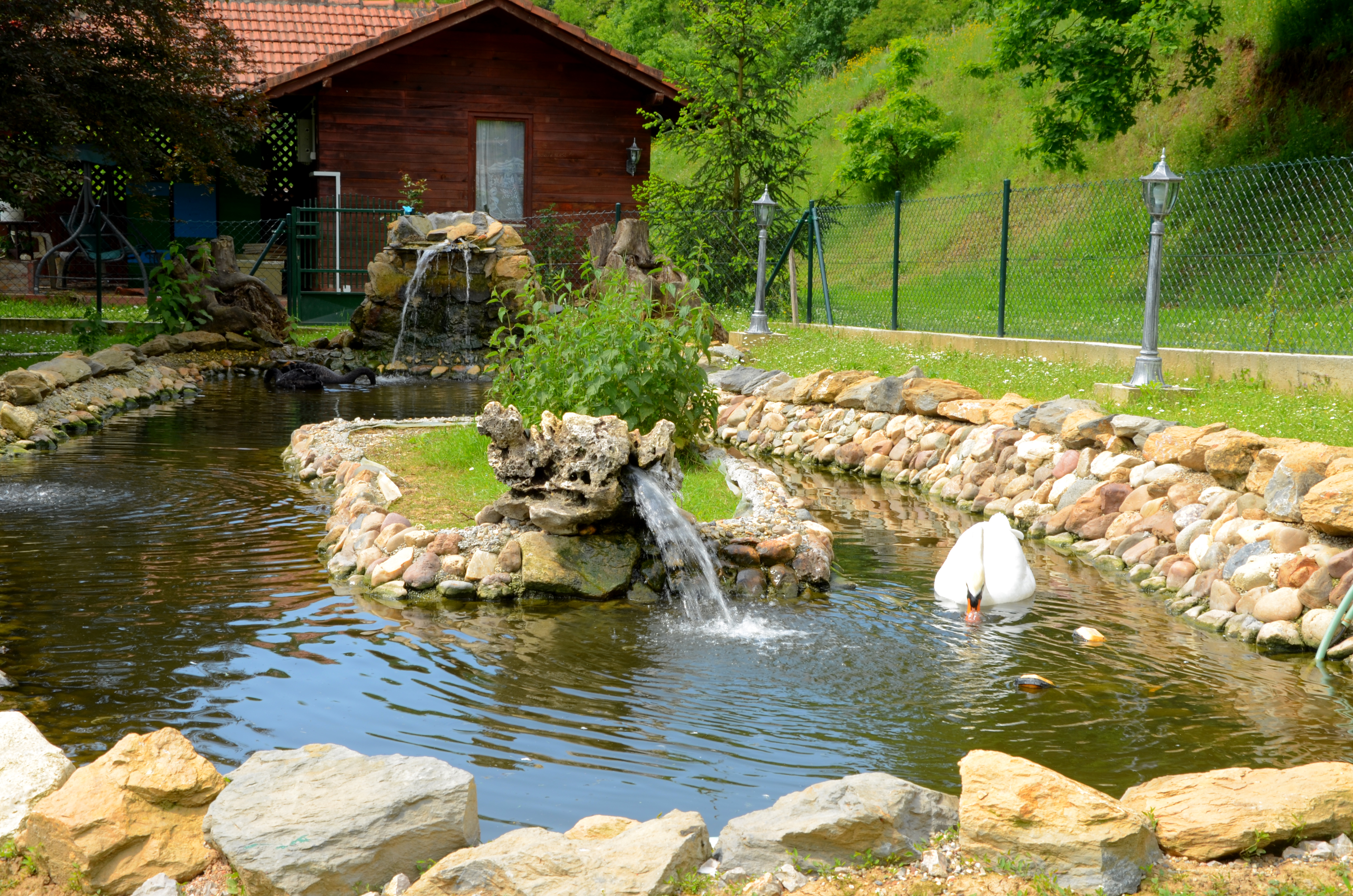